# Little Crow
Tayoyateduta (la seva nació roja) (1810-1863) cabdill mdewakanton, fracció de la Gran Nació Sioux, fill del cap Wakenyantanka (Big Thunder), i de Minneakadawin (Woman Planting in Water) i net de Chetanwakuamani, qui va signar amb Zebulon Pike el tractat del 1805. El 1851 fou obligat a abandonar les terres d'Iowa i Dakota a canvi d'una reserva a Minnesota. Degut a les males collites, el 1862 es va revoltar amb els santee i atacaren Fort Ridgely i New Ulm. Fou mort per uns colons el juliol del 1863 i el seu cap posat en una pica.